# Palacio de Menars

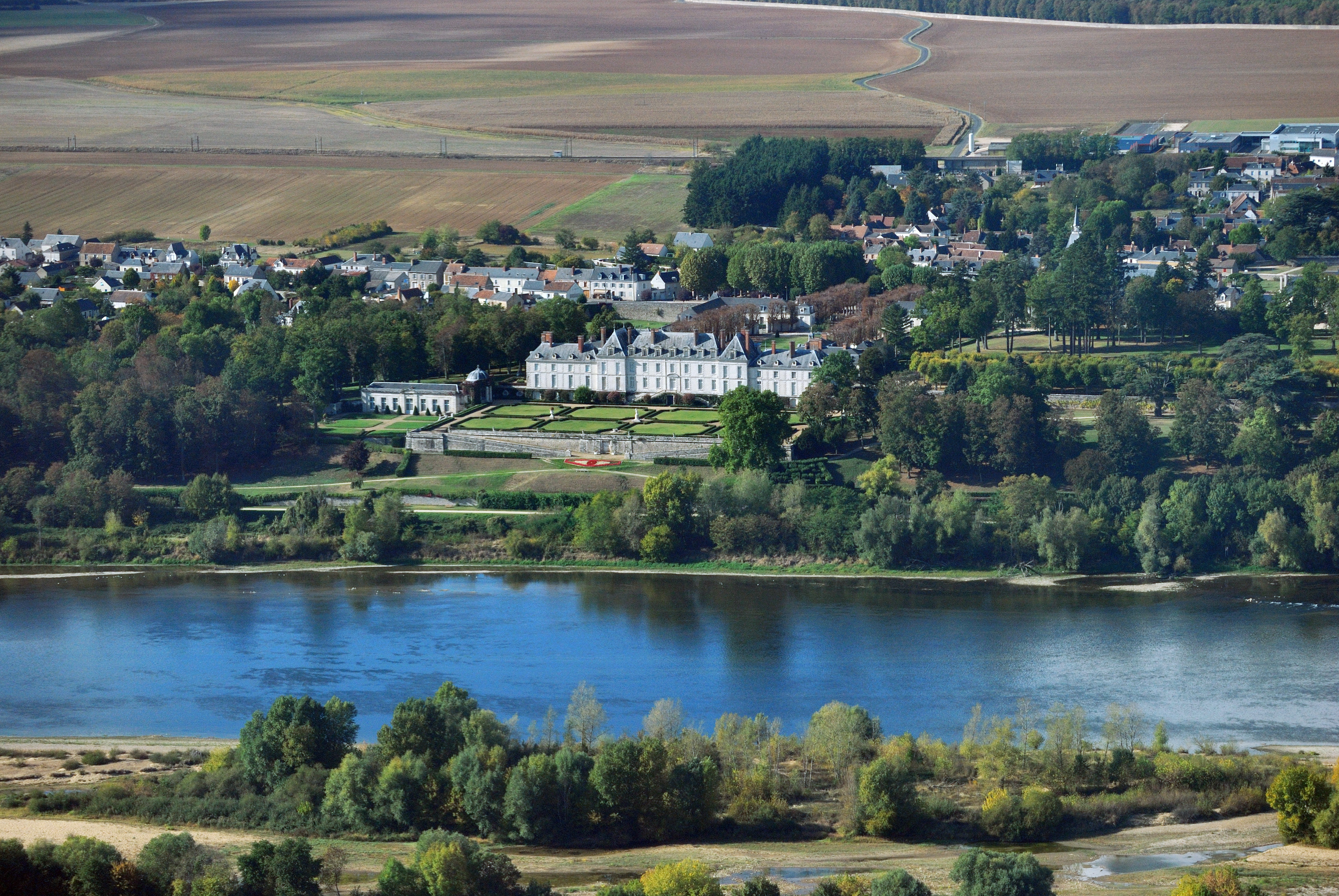
Vista aérea.

El palacio de Ménars (del francés: Château de Ménars) es un château situado en Francia, en la localidad de Ménars, perteneciente al departamento de Loir et Cher de la región Central.
Construido entre los siglos XVII y XVIII, está clasificado como Monumento histórico de Francia desde el 15 de febrero de 1949. Forma parte del conjunto de castillos del Loira que fueron declarados Patrimonio de la Humanidad por la Unesco en 2000.

## Historia
Hacia 1646, Jacques Charon, hijo de Guillaume Charon, señor de Hangonnières y de Noizieux, tesorero general de los fondos destinados a la guerra, consejero de Estado y gobernador de Blois, hace construir en un hermoso lugar a orillas del río Loira, en Ménars, un castillo compuesto de un bloque de dependencias y dos pabellones simétricos.
Su hijo, Jean-Jacques Charon, magistrado principal del Parlamento de París y cuñado de Jean-Baptiste Colbert (casado con Marie Charon de Ménars), lo hereda en 1669 y le añade dos alas desiguales, además de aumentar considerablemente la propiedad, que Luis XIV convierte en marquesado en 1676.
En 1760, Madame de Pompadour compra Ménars, y encarga al arquitecto Ange-Jacques Gabriel construir dos nuevas alas a ambos lados de los dos pabellones para reemplazar las edificadas en el siglo XVII.
Para romper la uniformidad de la fachada, Gabriel cubrió estas dos alas con tejados planos «a la italiana». A cada lado del patio central, construye otros dos pabellones: el pabellón del Reloj a la derecha, en el que se ubican las cocinas, unidas al castillo por un subterráneo, y el pabellón del Meridiano a la izquierda, donde se encuentra la conserjería.  También lleva a cabo importantes reformas en el interior.
En 1764, tras el fallecimiento de la marquesa, la propiedad pasa a su hermano, Abel-François Poisson de Vandières, marqués de Marigny, director general de la Residencias Reales, que realiza nuevas obras bajo la dirección de Jacques-Germain Soufflot. Se duplica el bloque de dependencias por la fachada del patio con un anexo en la planta baja techado «a la italiana», y se coloca un tejado «a la francesa» a las dos alas edificadas por el arquitecto Gabriel.
En 1804 Claude-Victor Perrin, mariscal del Imperio, nombrado duque de Bellune por Napoleón I, adquiere el castillo, muy degradado tras la Revolución francesa. Convertido en ministro de Defensa de Luis XVIII, celebrará suntuosas fiestas en el castillo de Ménars.
A partir de 1830, el príncipe Joseph de Riquet de Caraman crea en el castillo un establecimiento denominado «Pritaneo», una escuela profesional en la que reúne jóvenes de distintas nacionalidades y condiciones sociales para proporcionarles una educación común. Para ello, manda construir un enorme edificio al este del patio central, parte del cual aún se conserva, así como una pequeña central que suministra gas para la iluminación del colegio.

## Arquitectura
A pesar de los añadidos sucesivos, el castillo conserva una simplicidad en su construcción, no desprovista de cierta austeridad, en la que se encuentra el espíritu original del castillo del siglo XVII, todavía perfectamente visible en el bloque central y los dos pabellones entre los que se inserta el cuerpo añadido por Marigny, y que prolongan las dos alas construidas por Gabriel.
Actualmente, la planta baja del bloque central presenta una gran galería creada en 1912 por la unión de tres salas.
El bloque habitable sigue contando con tres grandes salas: el antiguo vestíbulo en el centro, a la izquierda la «sala de Dais» y a la derecha el «antiguo salón de compañía», adornados con muebles diseñados por Gabriel y chimeneas coronadas por espejos.
La escalera de piedra y el artesonado de caoba de la biblioteca del primer piso se remontan a las transformaciones efectuadas por el marqués de Marigny. Existen facturas de Jean-François Oeben, ebanista parisino, en las que se menciona la entrega de una serie de cómodas de caoba «de estilo griego» en el castillo de Ménars.

## Jardines
Jean-Jacques Charon, en la segunda mitad del siglo XVII, hizo acondicionar un parque «a la francesa» con parterres, bancales de césped, un canal con fuentes y dos avenidas flanqueadas por «cuatro hileras de olmos, una de seiscientas toesas y la otra de cuatrocientas», desde donde se disfruta de las vistas sobre el Loira y los campos que rodean el castillo.
Un siglo más tarde, Marigny consagró todos sus esfuerzos a la creación de un parque en el que expuso una parte de su prestigiosa colección de esculturas. Delante del castillo, en el lugar de un antiguo aterrazamiento de parterres, hizo construir una gran terraza. También actualizó los jardines al gusto de la época mandando edificar numerosos caprichos.
En el «bosque bajo», un pequeño talud situado al oeste, se creó un jardín inglés que Marigny plantó con grupos de árboles de diversas especies salpicados de cenadores enrejados, uno de los cuales aloja una célebre máquina hidráulica diseñada por el mecánico Loriot.
A la orilla del Loira se realizó un «desierto» en un antiguo arenal, ornado de una gruta artificial.
Al pie del castillo, la «rotonda de la abundancia», construida por Soufflot, permite pasar del sótano del castillo al interior de la orangerie, que originalmente albergaba una estatua de la Abundancia de Lambert Sigisbert Adam, sustituida después por una efigie de Luis XV realizada por Nicolas Coustou, que a su vez fue remplazada por una copia de la Venus de Medicis esculpida por Jean-Jacques Clérion.
Hacia el este, la terraza se termina en una rotonda en la que Marigny hizo construir un quiosco de estilo chino diseñado por Charles De Wailly.
Entre la terraza y el camino se abren una serie de caminos arbolados, emparrados, recintos vegetales y un huerto. Más abajo, rodeando una pequeña fuente, Soufflot construyó un magnífico ninfeo cuya fachada con serliana y su interior dórico revelan la inspiración italiana.
El parque con jardines, terrazas, rampas de acceso, rotonda, ninfeo y estanque fueron catalogados monumento histórico de Francia el 21 de agosto de 1986.